# Сампрадая
Сампрадая е духовният път, включващ различни духовни школи, споделящи една философия.
Според духовната традиция на Индия, духовното знание се предава от учител на ученик. Духовният учител се нарича гуру. Той, за да бъде авторитетен представител на тази традиция, трябва да принадлежи към авторитетна духовна ученическа последователност. Санскритсият термин за тази последователност е сампрадая.

## Вайшнава сампрадаи
Традицията на вайшнавизма приема четири вайшнава сампрадаи за основни. Четирите вайшнава сампрадаи предават веданта. Думата „веданта“ (санскрит) е образувана от веда – знание и анта – „край“ или „заключение“. Така, веданта означава „Крайното заключение на Ведите“.
Четирите вайшнава сампрадаи са:
- Шри Сампрадая – основател Рамануджа Ачаря;
- Брахма Сампрадая – основател Мадхва Ачаря;
- Рудра Сампрадая – основател Вишнусвами;
- Кумара Сампрадая – основател Нимбарка Ачаря.

Всяка една от тези школи е известна със своята сиддханта – същностно заключение за взаимоотношенията между Бога и душата; душата и материята; самата материя и материята и Бога.
- Сиддхантата на Рамануджа (Шри Сампрадая) е вишиштаадвайта – качествено неразличие.
- Сиддхантата на Мадхва Ачаря (Брахма Сампрадая) е двайта – различие.
- Вишнусвами достига до сиддхантата Шуддхаадвайта – пречистено неразличие.
- Нимбарка Ачаря достига до Двайта-адвайта сиддханта – различие и единство.

Бенгалският клон на Брахма Сампрадая е известен като Брахма-Мадхва-Гаудия Сампрадая. Вайшнавите, които принадлежат към тази сампрадая са Гаудия вайшнави.